# Tamarin labié
Saguinus labiatus
Espèce
Statut de conservation UICN

 LC  : Préoccupation mineure
Statut CITES
Le Tamarin labié  (Saguinus labiatus) est une espèce de primate de la famille des Callitrichidae vivant en Amérique du Sud.

## Description
Le Tamarin labié a le manteau et la nuque d'apparence sombre. L'arrière-corps est suffusé de gris argenté et le dessous est d’un rouge brillant. La queue est complètement noire sauf au-dessous de la base roux ou orangé. Les lèvres et le nez sont couverts de poils blancs qui se détachent sur la face noire. Une raie pâle parcourt également le bas de l’oreille.

## Distribution
Cette espèce se rencontre dans le Centre-Nord-Ouest et dans le Nord-Ouest du Brésil, on la retrouve également dans l'extrême Sud-Est du Pérou et dans l'extrême nord de la Bolivie.

## Sous-espèces
Le tamarin labié comprend trois sous-espèces :
- Tamarin labié de Thomas (S. l. thomasi) : Réparti dans le Nord-Ouest du Brésil dans un triangle entre l’Amazone au Sud et le Rio Japurá au Nord.
- Tamarin labié à ventre roux (S. l. rufiventer) : Entre le Rio Purús à l’Ouest et le Rio Madeira à l’Est, au Nord jusqu’à l’Amazone et au Sud jusqu’au-delà du Rio Ipixuna.
- Tamarin labié de Geoffroy (S. l. labiatus) : Entre le Rio Purús à l’Ouest et le Rio Madeira à l’Est, au Nord jusqu’au Sud du Rio Ipixuna, au Sud jusqu’à l’extrême Nord de la Bolivie (au-delà du haut Rio Abunã) et au Sud-Ouest jusqu’à l’extrême Sud-Est du Pérou (région du Río Tahuamanú).

## Habitat
Cette espèce vit dans les forêts pluviales primaires et secondaires, dans les forêts semi-décidues, les forêts marécageuses et également les forêts inondables.

## Comportements divers
En captivité, il joue fréquemment (pourchassement sur les troncs et les branches, parties de catch au sol) mais l’activité ludique des jeunes tamarins dans la nature s’avère limitée par la nécessité de longs déplacements quotidiens et l’apprentissage des nombreuses pratiques sociales indispensables à leur survie tel que la capture des insectes.

## Activités
Il parcourt chaque jour environ 1,5 km et se déplace principalement dans les strates basse et moyenne comprises entre 3 m et 32 m. Il reste cependant quasiment toujours au-dessus de 10 m du sol.

## Alimentation
Le tamarin labié est frugivore, insectivore et exsudativore. Il privilégie les fruits mûrs sucrés et pulpeux (surtout entre mars et mai). Il consomme de petits insectes qu’il déniche sur les feuilles et les ramilles. Ce primate furtif chasse par surprise.

## Reproduction
Le pic des naissances se situe entre octobre et décembre. Les jumeaux viennent au monde après 140 à 150 jours de gestation et sont élevés par l’ensemble du groupe.